# Maria Yedda Linhares
Maria Yedda Leite Linhares (Fortaleza, 3 de novembro de 1921 – Rio de Janeiro, 29 de novembro de 2011) foi uma historiadora brasileira.

## Biografia
Maria Yedda nasceu em 1921, em Fortaleza. A crise econômica de 1930 leva a família, em 1932, a mudar-se para Porto Alegre (RS) e, em seguida, fixar-se no Rio de Janeiro, onde iniciou os estudos em História. Sob a liderança do professor Anísio Teixeira participou da então Universidade do Distrito Federal (UDF), posteriormente Universidade do Brasil e, atualmente Universidade Federal do Rio de Janeiro (UFRJ), que tinha como objetivo formar professores de nível médio para o País; Maria Yedda trabalhou no curso de Filosofia.
No segundo ano de faculdade, entre 1940 e 1942, Yedda conseguiu uma bolsa no Institute of International Education em Nova York, nos Estados Unidos. Retornando ao Brasil, em plena Segunda Guerra Mundial, participou de todos os eventos em favor dos Aliados da Segunda Guerra Mundial. Nessa época conheceu o professor Delgado de Carvalho que lhe ensinou a compreender a História a partir do contexto mundial. Passou a atuar pela melhoria da educação no Brasil. Nestes anos terminou o bacharelato e a licenciatura Faculdade Nacional de Filosofia (FNFi), em Geografia e História na Universidade do Brasil.
Por seu desempenho na área da Educação assumiu um posto de direção na Rádio MEC.

## Ditadura Civil-Militar
Em consequência do golpe militar de 1964 respondeu, entre 1964 e 1966, a sete inquéritos políticos militares (IPMs), sendo presa três vezes e aposentada compulsoriamente. O general presidente Costa e Silva libertou-a depois de receber telegramas de protestos de Jean Paul Sartre e Fernand Braudel. Maria Yedda exilou-se na França.
Retornou ao Brasil no final de 1974. Foi também professora da Universidade Federal Fluminense e, junto com Ciro Flamarion Cardoso e Francisco Falcon, implantaram a Pós-Graduação de História daquela universidade. Com o processo de redemocratização foi anistiada em 1979 e, posteriormente, convidada por Leonel Brizola para ser sua secretária de Educação em seus dois governos no estado do Rio de Janeiro  (1983-1987 e 1991-1994) e, junto com o antropólogo Darcy Ribeiro, construiu 750 escolas no estado.
Aos 80 anos, ainda lecionava na Pós-Graduação da Universidade Severino Sombra, em Vassouras, no interior do estado do Rio de Janeiro. Bacharel e licenciada em Geografia e História, foi professora emérita da Universidade Federal do Rio de Janeiro, Yedda recebeu o Prêmio Estácio de Sá do governo do estado do Rio de Janeiro. Também foi condecorada com o “Palmes Académiques”, a mais alta distinção acadêmica do do governo da França.
Casada com José Linhares, o casal teve dois filhos.

## Morte
Maria Yedda morreu em 3 de novembro de 2011, no Rio de Janeiro, aos 90 anos.

## Livros publicados
- Linhares, M.Y., Silva, Francisco Carlos Teixeira da, História Agrária Brasileira: combates e controvérsias, São Paulo, Brasileinse, 1971.
- Linhares, Maria Yedda, História Agrária, em Cardoso, C.F., Vainfas, R. (orgs), Domínios da História: ensaios de teoria e metodologia, Rio de Janeiro, Campus, 1997 ( 5º edição).
- LINHARES, Maria Yeda. Terra Prometida: Uma História da Questão Agrária. Rio de Janeiro: Editora Campus, 1985.
- LINHARES, Maria Yeda (Org.). Brasil: História Econômica. Rio de Janeiro: Editora Elsevier, 2008
- LINHARES, Maria Yeda. História Agrária da República: A Questão da Terra no Brasil. Rio de Janeiro: Editora Campus, 1990.